# The Contractor (2022)
The Contractor is een Amerikaanse actie-thriller uit 2022, geregisseerd door Tarik Saleh.

## Verhaal
James Harper wordt ontslagen door de Amerikaanse Special Forces. Om zijn familie te onderhouden, sloot hij zich samen met een vriend aan bij een paramilitaire organisatie die gerund wordt door een veteraan. Hij reist naar Duitsland met een team van elite huurlingen voor een mysterieuze undercovermissie. Na het mislukken van zijn missie, zal James zichzelf alleen en opgejaagd vinden. Hij zal moeten vechten om in leven te blijven en de redenen te ontdekken van degenen die hem hebben verraden.

## Rolverdeling
| Acteur            | Personage    |
| ----------------- | ------------ |
| Chris Pine        | James Harper |
| Ben Foster        | Mike         |
| Gillian Jacobs    | Brianne      |
| Eddie Marsan      | Virgil       |
| J.D. Pardo        | Eric         |
| Kiefer Sutherland | Rusty        |
| Florian Munteanu  | Kauffman     |
| Nina Hoss         | Katia        |
| Amira Casar       | Sylvie       |
| Fares Fares       | Salim        |

## Productie
In mei 2019 werd het project bekend onder de titel Violence of Action met Chris Pine in de hoofdrol. In oktober voegden Ben Foster en Gillian Jacobs zich bij de cast. De opnames begonnen in oktober 2019 in de Verenigde Staten en verhuisden vervolgens naar Europa. Vanaf november 2019 werd er 8 weken lang gefilmd in Roemenië. In december 2019 voegden Eddie Marsan, Nina Hoss, Amira Kazar, Fares Fares en J.D. Pardo zich bij de cast. De opnames waren eind 2019 voltooid.

## Release
De film ging in première op 10 maart 2022 in de Verenigde Arabische Emiraten en Rusland. In de Verenigde Staten werd The Contractor uitgebracht op 1 april 2022. In Nederland en België verscheen de film gelijktijdig met de Amerikaanse release via de streamingdienst Prime Video.

## Ontvangst
De film ontving gemengde recensies van critici. Op Rotten Tomatoes heeft The Contractor een waarde van 47% en een gemiddelde score van 5,50/10, gebaseerd op 85 recensies. Op Metacritic heeft de film een gemiddelde score van 52/100, gebaseerd op 19 recensies.